# Hippo i Thomas
Hippo i Thomas (jap. カバトット Kabatotto; ang. Hyppo and Thomas) – japoński serial anime wyprodukowany w latach 1971–1972 przez Tatsunoko Production w reżyserii Hiroshi Sasagawa.
W Polsce serial był emitowany na kanale Fox Kids.

## Fabuła
Serial anime opowiada o losach Thomasa, sprytnego ptaka mieszkającego w paszczy niezbyt rozgarniętego hipopotama Hyppo. 

## Obsada (głosy)
- Tōru Ōhira – Hippo
- Machiko Soga, Junko Hori – Thomas